# 인후염
인후염(咽喉炎, pharyngitis)은 목구멍 뒷쪽에 위치한 인두의 염증이다. 보통 목앓이와 발열이 발생한다. 그 밖의 증상으로는 콧물, 기침, 두통, 발성 장애가 올 수 있다. 증상은 보통 3~5일 정도 지속된다. 합병증은 부비강염과 급성중이염을 포함할 수 있다. 인후염은 보통 기도감염의 일종이다.
대부분의 경우 바이러스 감염에 의해 발병한다. 병인의 하나인 연쇄상 구균 인두염은 어린이의 경우 약 25%, 성인의 경우 약 10%를 차지한다.
이부프로펜과 같은 비스테로이드 항염증제(NSAIDs)를 복용하면 통증 완화에 도움을 줄 수 있다. 국소 리도카인 또한 도움이 될 수 있다. 연쇄상구균 인두염의 경우 보통 페니실린이나 아목시실린과 같은 항생제로 치료한다. 스테로이드가 급성 인두염에 유용한지에 대해서는 확실히 밝혀진 바가 없다.

## 같이 보기
- 편도염